# スティーブン・W・カーニー
スティーブン・ワッツ・カーニー（Stephen Watts Kearny，1794年8月30日 - 1848年10月31日）はアメリカ合衆国陸軍の将校。米墨戦争の間の南西部での活躍、とりわけカリフォルニア州の征服で有名である。「アメリカ軍騎馬隊(w:United States Cavalry)の父」と言われる。カリフォルニオ政府の行動を管理した厳しい規律「カーニー・コード(w:Kearny code)」は彼の名にちなむ。

## 経歴

### 若年期
カーニーはニュージャージー州ニューアークで生まれた。彼の家族はアイルランド出身で、もとは" O'Kearny "という名であった。カーニーは公立学校に行き、コロンビア大学で学んだ後、米英戦争の勃発とともに陸軍に入隊した。戦争中、彼は勇敢さを示し大尉に昇進した。

### 西部へ
戦争の後すぐの1819年、カーニーはヘンリー・アトキンソン (w:Henry Atkinson) 将軍の指揮下で、西部の開拓地へ任じられ、現在のモンタナ州とワイオミング州のイエローストーン川を探険したアトキンソン探検隊のメンバーとなる。そして1825年、探検隊はイエローストーンの河口に到着した。この探険の間、カーニーは広範囲の道の記録とネイティブアメリカンとの交流を続けた。
1826年、カーニーは ミズーリ州の新しい軍事基地で最初の司令官になることを命じられた。基地に滞在している時、彼はたびたびルイス・クラーク探検隊のウィリアム・クラークを訪問した。ここで彼は、クラークの継娘と出会い、後に結婚して、11人の子供をもうけたが、一人も大人になるまで生きられなかった
カーニーはミズーリ州で騎馬隊の服装一式で揃えた竜騎兵の部隊を組織した。これは、後に躍進するアメリカ合衆国騎馬隊の最初の部隊である。この部隊は現在のカンザス州のレブンワース砦に駐留し、ここでカーニーは大佐に昇進した。彼はまた、陸軍の Third Military Department の司令官にも命じられ、グレートプレーンズにおける様々なネイティブアメリカン部族との和平を保ち開拓地を守る任務についた。1840年代初めまでに、西部への移住者がオレゴン・トレイル (w:Oregon Trail) に沿って旅をするようになると、カーニーは軍隊に、移住者をネイティブアメリカンからの攻撃から守るようエスコートさせた。幌馬車の群れをエスコートする軍隊の慣習は、この後数十年の公式な政府の方針となった。移住者を守る努力の一部として、カーニーは現在のネブラスカ州ネブラスカシティ (Nebraska City) 近くに、カーニー砦 (w:Fort Kearny) と呼ばれる新しい基地を設置した。しかし軍はその場所がよくないことを悟り、カーニー砦は現在のネブラスカ州プラット川沿いの場所に移された。

### 米墨戦争
米墨戦争が起こった時、カーニーは1,700名の軍を率いてニューメキシコ州サンタフェへと前進し、1846年8月18日、当地に軍事政府を立てた。彼は1か月以内に民間の政府にすることを約束した。
サンタフェを無血で征服した後、カーニーは9月25日、カリフォルニア州へ向かった。この部隊は、300名という非常に少人数の部隊だったが、サンパスカルの戦い (w:Battle of San Pasqual) でアンドレス・ピコ (w:Andrés Pico) の軍と戦った。カーニーの生き残った軍隊は、ロバート・F・ストックトンの指示の下で、サンディエゴを拠点に海軍にも編成された。この結合された軍隊は、12月にサンディエゴの支配を固め、1847年1月、サンガブリエルの戦い (w:Battle of Rio San Gabriel) とラメサの戦い (w:Battle of La Mesa) によってロスアンェルスを支配した。
陸軍将校としてカーニーは、戦闘の終了時に当地を支配する権利を強く主張し、ストックトンと対立した。しかし、当地のメキシコ軍が1月13日に降伏した際、彼らが降伏した相手はストックトンでもカーニーでもなく、ストックトンの補佐官のジョン・C・フレモント中佐だった。ストックトンはこの手柄を奪い、フレモントを当地の軍政長官に任命した。怒ったカーニーは首都ワシントンに、命令を下す権威は自分にあることの確認書と、フレモントの解任と逮捕を要求した。その後フレモントは一度軍法会議で有罪を宣告されたが、すぐに大統領によって赦免された。

### 知事職と晩年
カーニーは8月の間、カリフォルニア州軍政府長官として残り、後にメキシコへ進んで、ベラクルス州とメキシコシティの知事を務めた。1848年9月には、フレモントの義理の父である、トーマス・ハート・ベントン (Thomas Hart Benton) 上院議員の強い反対を押し切って、少将に昇進した。しかしその数カ月後、ベラクルス州で患った熱帯病がもとで、ミズーリ州セントルイスにて死亡した。